# Butmir-Kultur

Verbreitung der regional jeweils frühesten archäologischen Kultur mit Töpferware (etwa 6000–4000 v. Chr., etwa 7,500-5,500 BP):
Westliche LBK
Alföld-Linearkeramik oder östliche LBK
Cardial- oder Impressokultur
Ertebølle-Kultur, mesolithische Kultur
Dnepr-Don-Kultur
Vinča-Kultur
La-Almagra-Kultur
Dimini-Kultur, vorher Sesklo-Kultur
Karanowo-Kultur
Kammkeramische Kultur, mesolithische Kultur
Hinweis: Die Karte ist ungenau und bedarf einer Überarbeitung; sie gibt nur die ungefähren territorialen Bedingungen einzelner Kulturen wieder. Einige Kulturen fehlen, so die Butmir-Kultur.

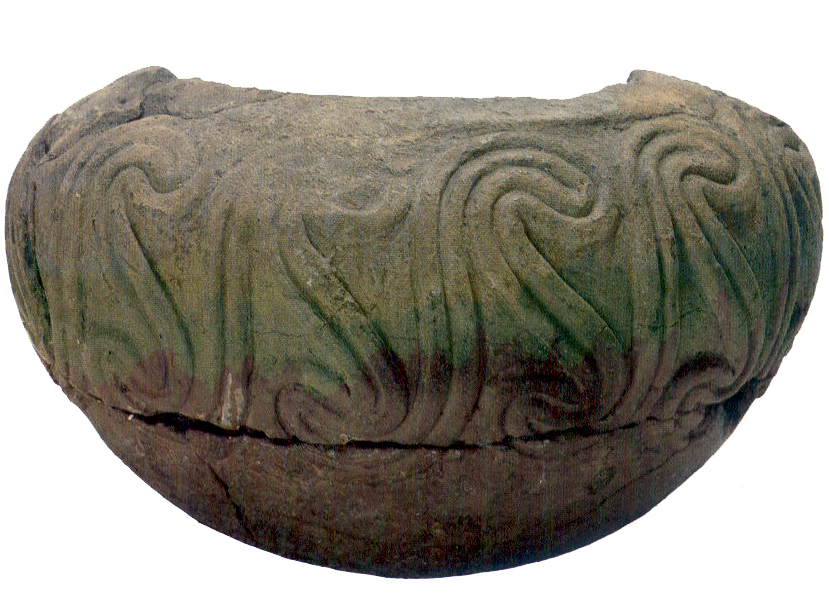
Typische Butmir Vase

Die Butmir-Kultur ist eine archäologische Kultur des Neolithikums, in der Region von Ilidža, Bosnien und Herzegowina. Sie besitzt eine einzigartige Keramik und gehört zu den am besten erforschten Kulturen Europas aus der Zeit von ca. 5500 bis 4500 v. Chr.
Am namensgebenden Fundort im heutigen Stadtgebiet von Sarajevo wurden zwischen 1893 und 1896 zahlreiche Spuren einer jungsteinzeitlichen Siedlung ausgegraben. Die dort gefundenen Gegenstände befinden sich heute im Nationalmuseum von Bosnien und Herzegowina.

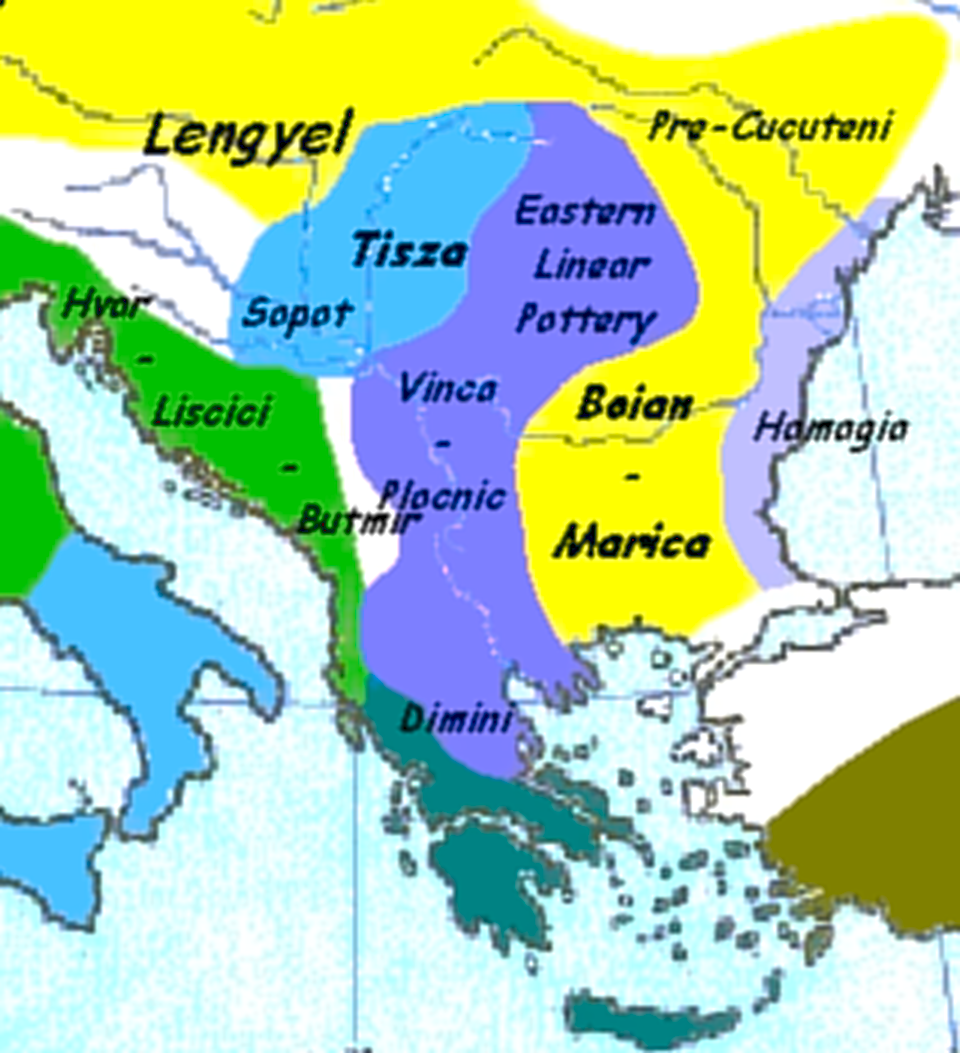
Kartenausschnitt mit den spätneolithischen Kulturen des Balkans

Die am besten erforschte Siedlung der Butmir-Kultur liegt am Rand des Ortsteiles Okolište der Gemeinde Visoko. Dort konnte durch zahlreiche Ausgrabungen zwischen 1966 und 2008 eine Siedlung der Butmir-Kultur in ihrer Entwicklung über 500 Jahre (5200 bis 4700 v. chr.) vollständig erfasst und dokumentiert werden.